# HD 186302
HD 186302 (HIP 97507) — звезда в созвездии Павлина. Находится на расстоянии в 184,1 ± 0,3 световых года (56,45 ± 0,10 парсек) от Солнца. Звезда HD 186302 является аналогом Солнца, имея похожий спектральный класс G, размер и возраст.

## Характеристики
HD 186302 представляет собой жёлтый карлик спектрального класса G, 8,76 видимой звёздной величины. Возраст звезды, так же как и у Солнца, оценивается приблизительно в 4,5 миллиарда лет.

## Аналог Солнца
В ноябре 2018 года HD 186302 признали наиболее вероятным «сбежавшим» братом-близнецом Солнца, тем самым сместив из кандидатов на это звание звезду HD 162826, признанную в качестве родственницы нашей звезды в 2014 году.

## Условия наблюдения
На территории России звезда, так же как и созвездие Павлина, не наблюдается. Видимость начинается с 33-й северной параллели. Однако по мере прецессии звезда станет видна в средних широтах России приблизительно к 6000 году н. э.